# Gonomyia (Megalipophleps) labidura
Gonomyia (Megalipophleps) labidura is een tweevleugelige uit de familie steltmuggen (Limoniidae). De soort komt voor in het Australaziatisch gebied.